# 무리린
무리린(일본어: むりりん 무리린[*], 1월 27일 ~ ) 유즈 소프트에서 활동 중인 남성 일러스트레이터, 코부이치와 마찬가지로 오사카 근교에서 살고 있으며, 여름코믹마켓 때 동인 활동 한다.

## PC 게임
- 에그제 (유즈 소프트) - 코부이치랑 공동 작업
- 천신란만 (유즈 소프트) - 코부이치랑 공동 작업
- 노블 워크스 (유즈 소프트) - 코부이치랑 공동 작업
- 드라큐 리오트 (유즈 소프트) - 코부이치랑 공동작업
- 하늘색 아일노츠 (유즈 소프트) - 코부이치랑 공동작업
- 사노바 위치 (유즈 소프트) - 코부이치랑 공동작업

## 라이트노벨 삽화
- 이것은 좀비입니까?

## 같이 보기
- 유즈 소프트
- 코부이치

## 트위터
- 트위터 링크